# Gorges (Somme)
Gorges (picardisch: Gorge) ist eine nordfranzösische Gemeinde mit 38 Einwohnern (Stand 1. Januar 2022) im Département Somme in der Region Hauts-de-France. Die Gemeinde liegt im Arrondissement Amiens, in der Communauté de communes du Territoire Nord Picardie und im Kanton Doullens.

## Geographie
Gorges liegt rund drei Kilometer südöstlich von Bernaville und 15 Kilometer südwestlich von Doullens. Die Gemeinde wird von einer tief eingeschnittenen, von Nordosten nach Südwesten verlaufenden Rinne durchzogen, von der sich der Ortsname ableitet.

## Geschichte
1185 war Bernard de Saint-Valéry Herr des Orts. 1199 stiftete Bernard de Gorges ein Drittel des Zehntertrags den Mönchen von Épécamps, deren Priorei zahlreiche Güter in Gorges besaß.
| 1962 | 1968 | 1975 | 1982 | 1990 | 1999 | 2006 | 2018 |
| ---- | ---- | ---- | ---- | ---- | ---- | ---- | ---- |
| 62   | 70   | 53   | 44   | 42   | 47   | 42   | 39   |

## Sehenswürdigkeiten
- Kirche Sainte-Marie-Madeleine .